# Myllymäki
Myllymäki este o arie protejată (arie specială de conservare — SAC, sit de importanță comunitară — SCI) din Finlanda întinsă pe o suprafață de 7 ha, integral pe uscat.

## Localizare
Centrul sitului Myllymäki este situat la coordonatele 60°20′33″N 24°00′30″E / 60.3425°N 24.0083°E.

## Înființare
Situl Myllymäki a fost declarat sit de importanță comunitară în august 1998 pentru a proteja 1 specie de plante. Situl a fost protejat și ca arie specială de conservare în aprilie 2015.

## Biodiversitate
Situată în ecoregiunea boreală, aria protejată conține 2 habitate naturale: Pante stâncoase silicioase cu vegetație casmofită, Taiga vestică.
La baza desemnării sitului se află o specie protejată de  plante: Cynodontium suecicum.